# Parque nacional Meseta Hann
La Meseta Hann es un parque nacional de Queensland (Australia), ubicado a 1436 km al noroeste de Brisbane. Está ubicado en la sección norte de Paddys Green, una localidad en el área del gobierno local de Tablelands Region, la Región de las Mesetas. Primero fue calificado como parque nacional en 1989 y casi duplicó su tamaño con una expansión en 2004.
El parque está ubicado dentro de la biorregión de Einasleigh Uplands y de la cuenca del río Mitchell.
El parque nacional se estableció para conservar los bosques de la cordillera de la Meseta Hann. Se han identificado tres especies de plantas raras o amenazadas dentro del Parque Nacional de la Meseta Hann. Carece de instalaciones para visitantes con la excepción del Sendero Nacional Bicentenario.